# Borzoi

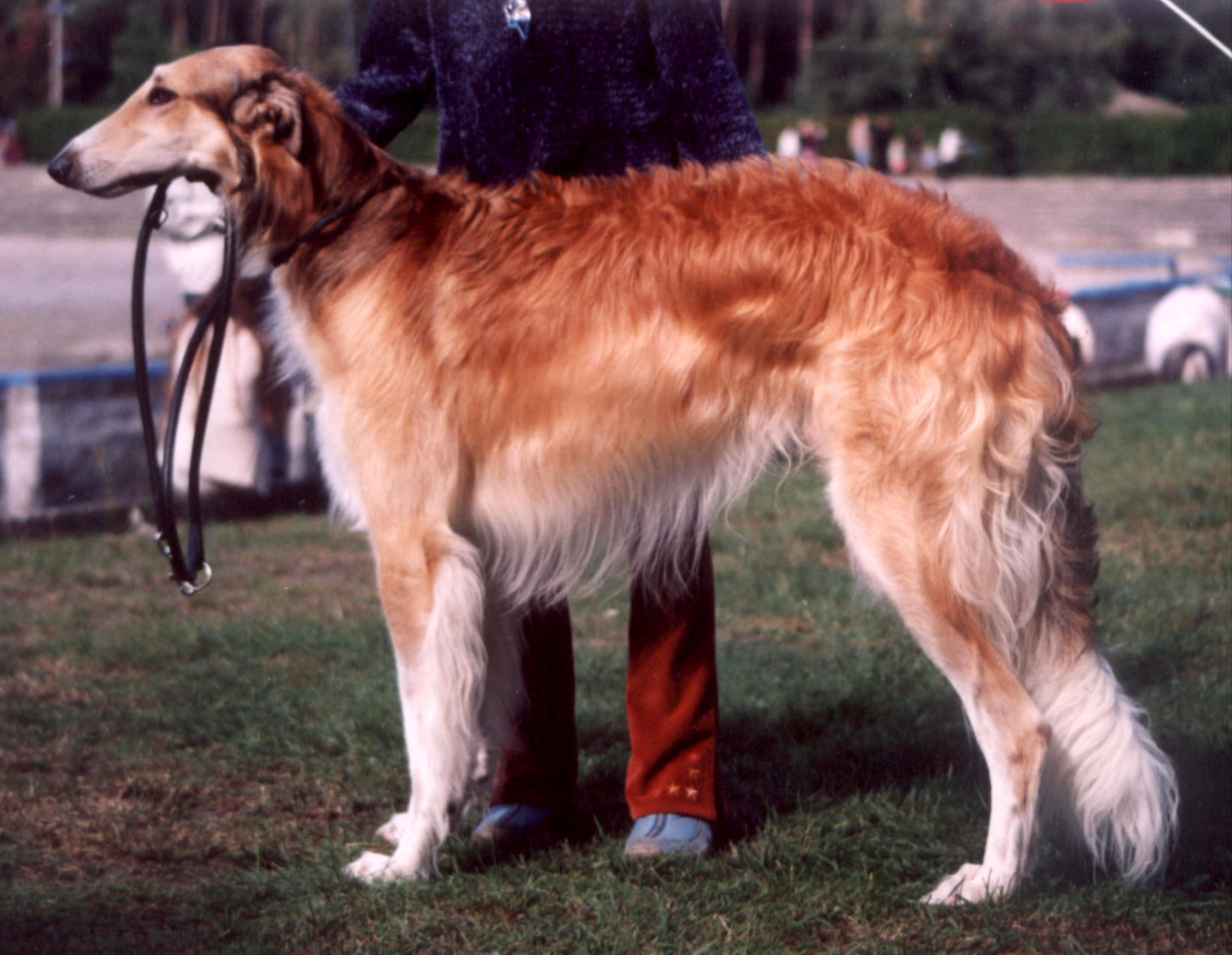
Borzoi

Borzoi o llebrer rus és una raça de gos llebrer desenvolupada a Rússia.
Descendeix del llebrer àrab sent semblant a un gos oveller rus. Anteriorment conegut com a llebrer rus, va ser originalment criat per caçar llops i llebres.

## Història
Aquesta raça és originària de Rússia cap al segle XVI. S'estima que hagi estat una de les races de llebrers de l'Orient Mitjà, o tal vegada el Saluki (o llebrer àrab) que es va creuar amb races russes de pel gruixut, per tal que pogués resistir el clima fred de Rússia. Se sap que ja al segle xvii era emprat en la cacera i la raça era gelosament criada. Se'l va portar a Anglaterra el 1875, arribant als Estats Units el 1889.
El Borzoi era popular entre els tsars abans de la revolució de 1917. Durant segles, els Borzois no es podien comprar, sinó que només es donaven com a regals del tsar. El Gran Duc Nicolau Nicolaievich de Rússia va criar innombrables Borzois a Perchino, la seva finca privada. La raça gairebé es va extingir després de la revolució, ja que els comunistes la van associar amb les classes altes i van matar Borzois en gran nombre.
El Russkaya Psovaya Borzaya va ser acceptat definitivament per la Fédération Cynologique Internationale el 1956.

## Característiques
Els trets característics d'aquesta raça són:
- Cap: Allargat, prim.

- Stop: El "stop", part frontal del cap sota el front, és poc pronunciat o no del tot detectat; del crani passa al musell sense detectar-se el front.

- Musell i boca: Llarg, puntegut. Se li permet la mossegada de nivell (les dents de la mandíbula inferior cauen perfectament sota les dents de la mandíbula superior) i la mossegada de tisora.

- Ulls: Foscos, oblics.

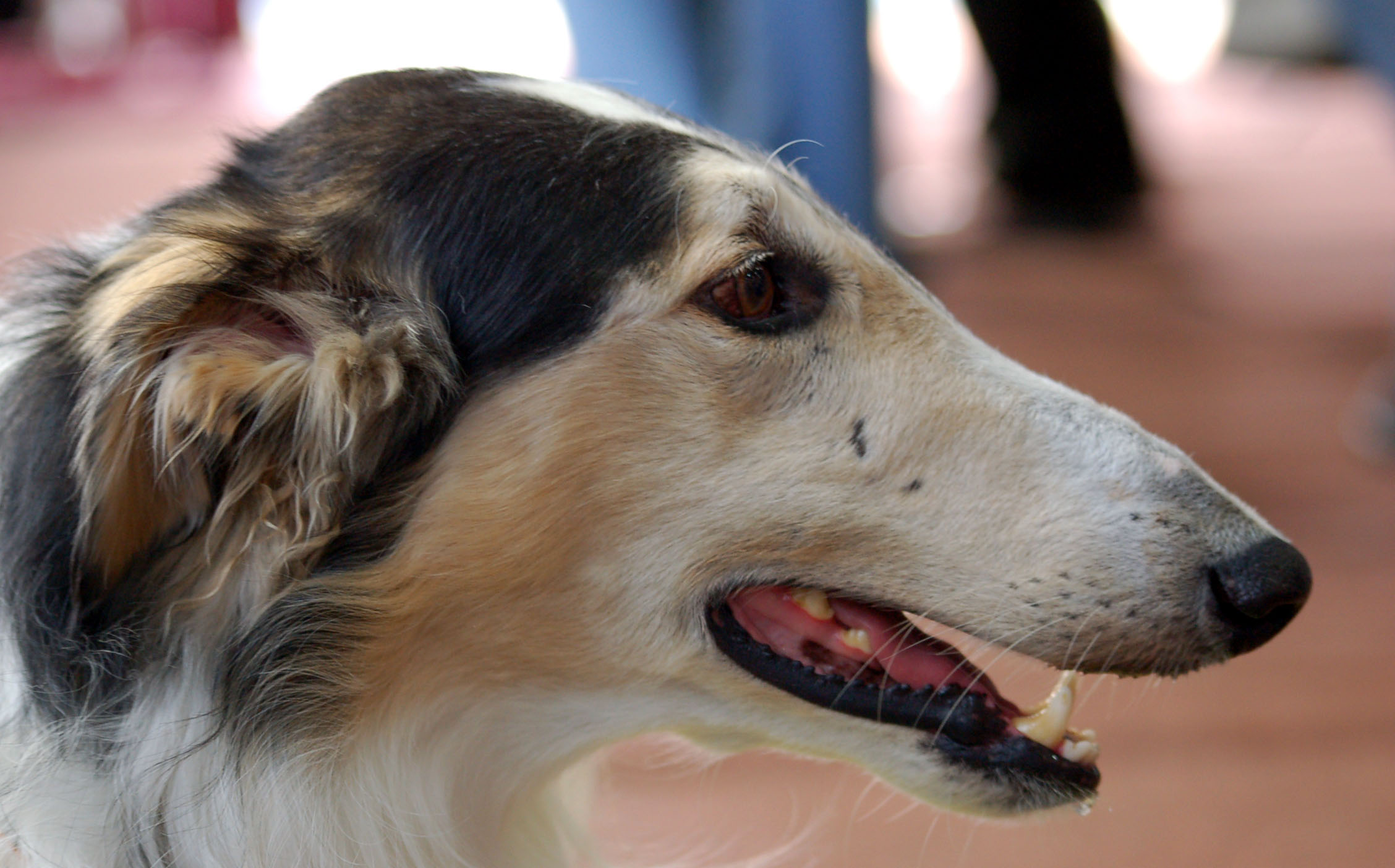
Borzoi

- Orelles: Petites. Les manté caigudes cap enrere. En acció les pot aixecar.

- Coll: Llarg, fort, arquejat.

- Cos: Alt, esvelt.

- Pit: Estret.

- Pèl: El pèl és de llarg mitjà. Pot ser llis o onejat, de textura sedosa.

- Color del pèl: Moltes combinacions.

- Cua: Cua llarga. La manté caiguda entre les potes.

- Altura: A la creu o les espatlles: Els mascles no menys de 71 cm. Les femelles no menys de 66 cm.

- Pes: El pes dels mascles és de 34 a 47.7 kg. Les femelles són més petites.

- Ventrada: Usualment la ventrada és de sis a set cadells. Es registren ventrades de fins a tretze cadells.

## Temperament i caràcter
Són gossos en general amb un caràcter tranquil i equilibrat. Són valents i segurs de si mateixos. És un excel·lent gos guardià, molt fidel al seu amo. No és una raça aconsellable per a llars amb nens doncs no és molt pacient amb ells, tendeix a ser poc tolerant. No és de fiar amb mascotes petites com gats i conills.

## Salut i cures

### Cures
El seu pèl ha de ser raspallat dues o tres vegades per setmana amb un raspall de truges dures. És una raça que tendeix a ser sensible als medicaments. Si mengen amb molta rapidesa poden patir de distensió abdominal (gasos), per la qual cosa es recomana alimentar-lo amb dues o tres petites porcions de menjar al dia.

### Entrenament
El seu entrenament ha de ser basat en el respecte mutu, amb constància i paciència. No responen a mètodes bruscs i negatius.

### Activitat
És una raça activa, que requereix exercici diari. Són excel·lents companys per córrer. Es recomana treure'l a passejar sempre amb corretja doncs té l'instint de caça tan desenvolupat que pot fàcilment anar darrere de qualsevol cosa que consideri la seva "presa". És preferible que visqui en llocs amb espais amplis per córrer i exercitar-se, no obstant això, s'adapta bé a viure en apartaments sempre que s'exerciti prou. No s'ha de deixar sol durant llargs períodes, ja que es pot tornar destructor.

### Malalties
Estudis recents al Regne Unit del 2024 va trobar una esperança de vida mitjana de 12 anys per als Borzois, amb una mida de mostra de 43, en comparació amb els 12,7 dels gossos de raça pura i els 12 dels mestissos.
Un estudi americà que analitzava ecocardiografies de Borzois clínicament sans va trobar que el 53,8% tenien buf cardíac, el 30,2% tenien Insuficiència mitral lleu o traça, el 36,1% tenien insuficiència tricuspídica lleu i el 14,4% tenien malaltia cardíovascular.